# Deversor

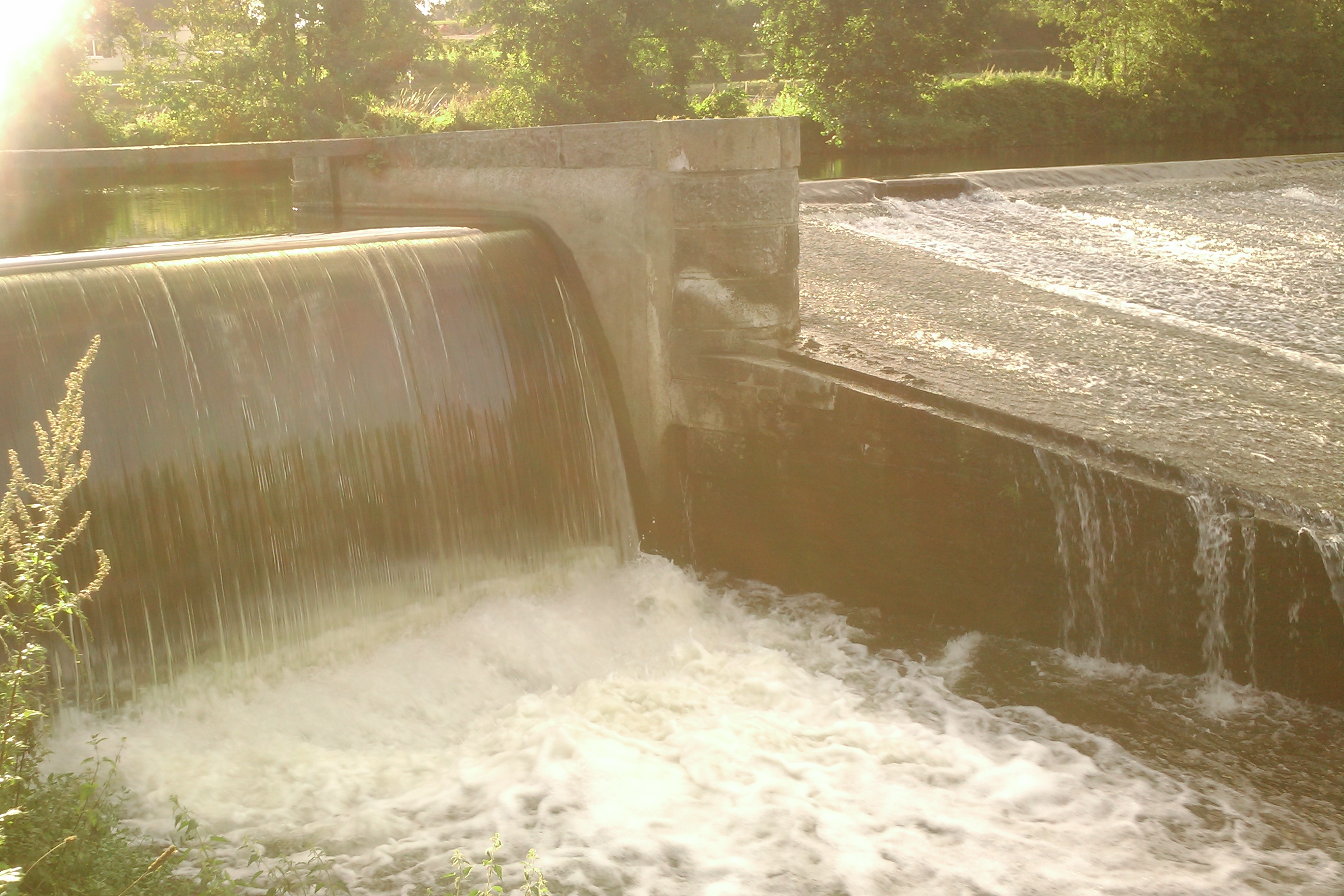
Deversor

Un deversor este o parte dintr-o construcție hidrotehnică alcătuită dintr-un prag sau dintr-un perete, care asigură scurgerea dirijată spre aval a surplusului de apă, precum și măsurarea debitului descărcat.

## Legături externe
- „Deversor” la DEX online